# یوشیو کاتو
یوشیو کاتو (به انگلیسی: Yoshio Kato) بازیکن فوتبال اهل ژاپن و عضو تیم ملی فوتبال ژاپن است که در تاریخ ۰۹ ژوئن ۱۹۸۰ میلادی اولین بازی ملی‌اش را انجام داد. او در ۸ بازی ملی حضور داشت و آخرین بازی ملی خود را در تاریخ ۲۴ فوریه ۱۹۸۱ میلادی انجام داد. یوشیو کاتو در بازی‌های ملی‌اش
گلی به ثمر نرساند.